# Aglibol

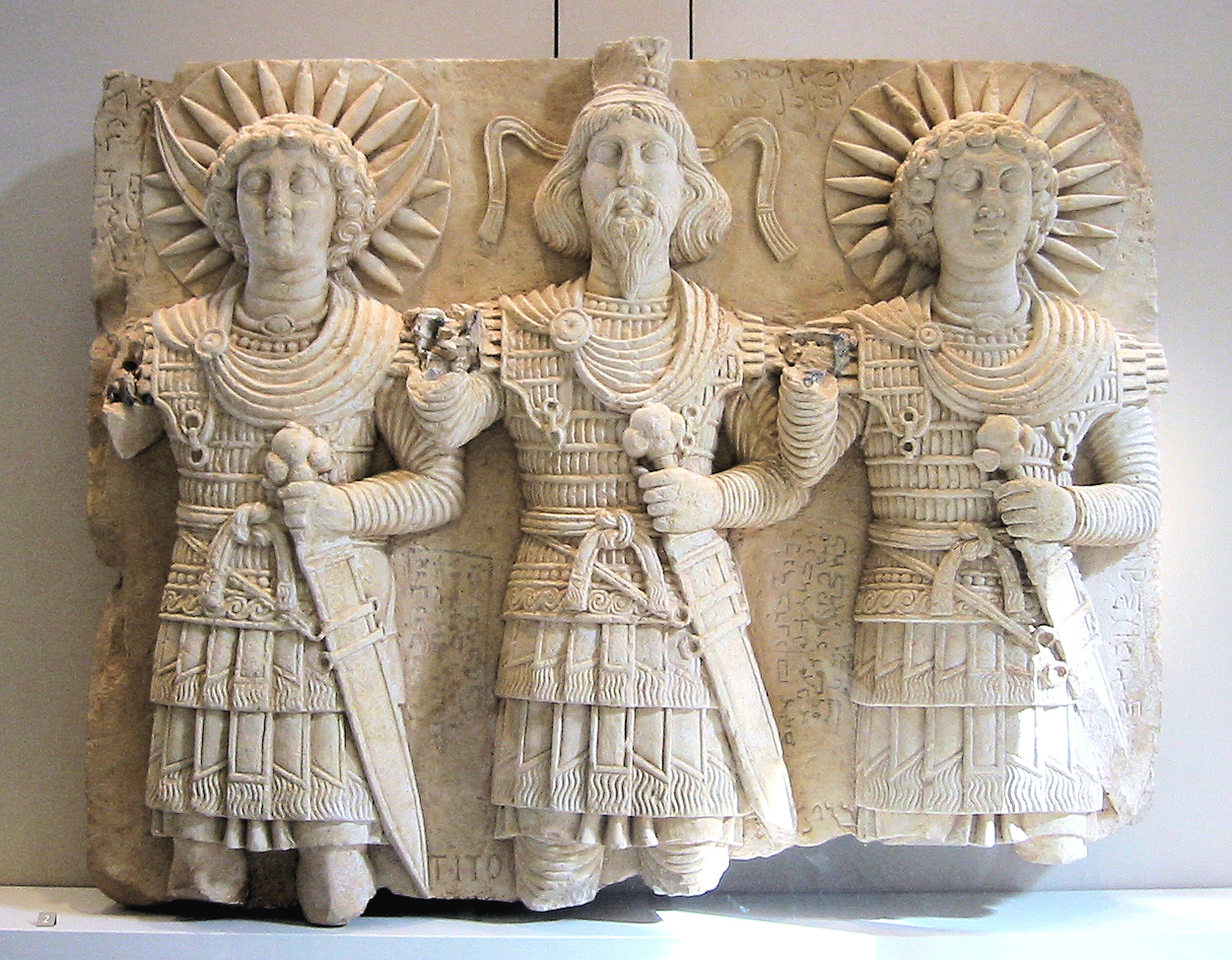
Tríada de divinidades de Palmira: el dios lunar Aglibol, el dios supremo Baalshamin y el dios solar Malakbel,. Encontrado cerca de Bir Wereb, Wadi Miyah, Siria, Museo del Louvre.

Aglibol fue una deidad lunar en la antigua ciudad Siria de Palmira. Su nombre significa "Becerro de Bel" ("Becerro del Señor").
Aglibol es representado con un halo lunar que adorna su cabeza y en ocasiones sus hombros, y uno de sus atributos es la luna en forma de hoz (creciente).
Aglibol está relacionado con el dios solar Yarhibol y el dios supremo Bel, en una famosa trinidad. También se asocia con las versiones sirias de Astarté "Venus" y con Arsu "Estrella de la noche". 
El culto a Aglibol continuó hasta la época helenística y se extendió más tarde a Roma, llevado por los soldados de Palmira que sirvieron en el ejército romano.
En Palmira forma la tríada local (ver figura) con el dios supremo Baalshamin y el dios solar Malakbel, representados con armadura romana del Imperio, donde celebran la eternidad celeste y los beneficios del calor vinculados a la humedad.